# Melastoma
Genre
Classification APG III (2009)
Melastoma est un genre de plantes à fleurs de la famille des Melastomataceae qui compte environ 50 espèces distribuées en Asie du Sud-Est, Inde, Australie et Nouvelle-Calédonie. C'est le genre type de sa famille.

## Liste espèces
Selon [réf. nécessaire] :
- Melastoma affine
- Melastoma candidum
- Melastoma denticulatum Labill.
- Melastoma malabathricum L.
- Melastoma polyanthum
- Melastoma sanguineum Sims
- Melastoma tetramerum
  - Melastoma tetramerum var. pentapetalum

Selon ITIS (22 Jul 2010) :
- Melastoma candidum D. Don
- Melastoma malabathricum L.
- Melastoma sanguineum Sims